# Postproductie
Postproductie is het proces van het verwerken van films, foto's, video's, geluid en televisieprogramma's. Over het algemeen wordt de term gebruikt voor alle productiefasen nadat de opnamen van de oorspronkelijke audio- en video-opnamen zijn afgerond.
Vaak duurt de postproductiefase van het opnemen van een film langer dan de werkelijke opnamen. Soms duurt het meerdere maanden, maar sommige scènes die volledig gevuld zijn met effecten kunnen zelfs langer in de postproductiefase blijven. Daarom wordt er vaak voor gekozen om filmscènes waarin veel visuele effecten worden gebruikt alvast op te nemen, zodat de visuele-effectenbedrijven, zoals Weta Digital en Industrial Light & Magic alvast kunnen beginnen met de effecten. Dit werd onder andere gedaan bij Spider-Man 3.
Bij de postproductie van grote film- of televisieprojecten is er vaak een postproduction supervisor, die eindverantwoordelijk is voor de post productie en de communicatie tussen de verschillende departementen doet.

## Processen
Postproductie bevat vaak de volgende processen:
- Scannen van de filmopnames, indien gefilmd met analoge film.
- Montage van de opnames
- Bewerking van bijbehorende geluid
- Schrijven en opnemen van de muziek
- Toevoegen van visual effects, vaak met de computer gegenereerd (CGI)
- Toevoegen van geluidseffecten
- Kleurcorrectie (goed afstemmen van de kleur- en lichtniveaus van de opnames) en de grading (het toevoegen van een stijl aan de opnames).

## Offline en online
Vaak worden opnames in zeer hoge kwaliteit gemaakt, met een hoge resolutie en veel kleurdiepte, of er is op analoge film gedraaid. Voor de montage wordt dan een lagere kwaliteit gebruikt, dan het origineel. Zodat de editor sneller kan werken. Deze lage kwaliteit is de offline. Aan het einde van de postproductie wordt alles samengevoegd en de gebruikte opnames worden dan in de hoogste kwaliteit omgezet, de online. 